# NGC 1537
NGC 1537 је елиптична галаксија у сазвежђу Еридан која се налази на NGC листи објеката дубоког неба.
Деклинација објекта је - 31° 38' 44" а ректасцензија 4h 13m 40,7s. Привидна величина (магнитуда) објекта NGC 1537 износи 10,5 а фотографска магнитуда 11,5. Налази се на удаљености од 18,472 милиона парсека од Сунца. NGC 1537 је још познат и под ознакама ESO 420-12, MCG -5-11-5, AM 0411-314, PGC 14695.